# エクジソン
エクジソン（Ecdysone; エクダイソン）は、昆虫のホルモンの一種。
前胸腺から分泌されるステロイドホルモンで、脱皮（ecdysis）または変態を促進する作用があり、脱皮ホルモン（Molting hormone）とも呼ばれる。

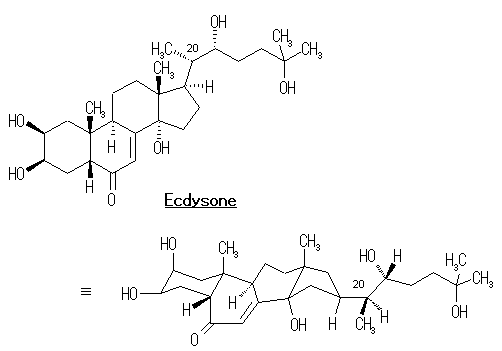
Ecdysone の構造式。下は立体表示

## 概要
エクジソンはホルモン前駆体であり、末梢の組織で20-ヒドロキシエクジソン（20E）に代謝されることで機能を発揮する。
これらの類似構造を持つホルモンを総称してエクジステロイド（ecdysteroid）とも呼ぶ。これらは植物にも存在し、植物エクジソンと呼ぶ。
昆虫以外の節足動物にも存在し同様の機能を有する。甲殻類ではY器官から分泌される。
哺乳類のステロイドホルモンよりも水酸基が多いため、水溶性が高い。合成過程や作用機序には、哺乳類のステロイドホルモンとの類似点もあれば、相違点もある。

## 歴史
- 1940年　福田宗一（当時片倉工業研究所、のち名古屋大学）および室賀兵左衛門によってカイコの前胸腺から脱皮・変態を促進する物質が分泌されることが示された[4][5]。
- 1954年　A. ButenandtとP. Karlsonによってカイコの蛹500kgから25mgのecdysoneが単離される。
- 1963年　P. Karlsonによってカイコの蛹1000kgから250mgの結晶ecdysoneを得て化学構造が決定した。
- Kuzmenko Alexander I., Niki Etsuo, Noguchi Noriko (jun 2001). “New Functions of 20-Hydroxyecdyson in Lipid Peroxidation”. Journal of oleo science (日本油化学会) 50 (6):  497-506. doi:10.5650/jos.50.497. ISSN 13473352. NAID 10006789953.